# Gornje Leviće
Gornje Leviće (cyr. Горње Левиће) – wieś w Serbii, w okręgu rasińskim, w gminie Brus. W 2011 roku liczyła 92 mieszkańców.